# Българска алея на славата
„Българската алея на славата", известна още като Famous Алея на славата, е създадена през октомври 2005 г. пред кино „Арена Младост" с идеята да отдаде заслужено уважение и внимание на всички българи, прославили България по света и допринесли както за нейния престиж и положителен международен имидж, така и за развитието на обществения живот, науката, изкуството, културата и спорта. Зад идеята и инициативата стои марката шотландско уиски The Famous Grouse.

## История
Проектът е дългосрочен и некомерсиален. Всички номинации се издигат от жури, в чийто състав влизат уважавани българи от най-различни области, доказали своя професионализъм и ерудиция. Това са: г-н Ставри Калинов, скулптор, г-н Христо Мутафчиев, актьор, председател на Съюза на артистите в България, г-н Константин Марков, музикант, председател на АБРО, г-н Юри Лазаров, заместник-директор на БТА, г-н Валери Запрянов, главен редактор на списание „ТЕМА“, г-жа Вики Политова, управителен директор на бТВ, г-жа Боряна Нейкова, маркетинг мениджър на „Александра Груп“ и г-н Владимир Николов, търговски директор на „Максиъм България" (официален вносител и представител на The Famous Grouse за България). Famous Алея на славата е изградена от 51 гранитни плочи. Всеки път, когато журито номинира личност, една плоча бива заменяна със звезда.

## Отличени звезди
Свои звезди в Българската алея на славата, както много често я наричат, са получили:
1. Христо Стоичков, футболист, носител на Златната топка
Първата звезда във Famous алея на славата заблестява на 14 октомври 2005 г. Тя е за българина, чието име е познато на най-много хора по света – Христо Стоичков. Единственият ни сънародник, носител на „Златната топка", трикратен шампион на България и петкратен шампион на Испания, е номиниран след анкета, проведена в няколко държави. Успехите му като футболист и до днес будят възхищение и се гледат от феновете на най-популярния спорт – футбола.
2. Валя Балканска, народна певица
Народната певица, която прославя България не само по света, но и в космоса – Валя Балканска, получава своята звезда на 2 декември 2005 година. Нейната песен „Излел е Делю хайдутин" е включена в Златната плоча, изпратена в космоса с двата американски космически кораба Вояджър и ще огласява небитието още около 60 000 години.
3. Иво Папазов – Ибряма, кларинетист
Третата звезда във Famous Алея на славата изгрява в студения 19 януари 2006 г. Журито я присъжда на кларинетиста Иво Папазов – Ибряма. Той свири на едни от най-големите световни сцени и фестивали, а вестници от ранга на The Guardian, The Washington Post и The New York Times пишат суперлативи за него. През 2005 г. Ибряма печели и наградата на публиката на Би Би Си (BBC – Radio 3 World Music Audience Award 2005). Връчва му я Джо Бойд, който е и продуцент на 2 от неговите албуми „Orpheus Ascending“ (1989) и „Balkanology“ (1991).
4. Георги Иванов, първият български космонавт
Първият български космонавт открива своята звезда на 10 април 2006 г. – денят, в който се навършват точно 27 години от полета му в околоземната орбита. Желанието му е да мине по червения килим под звуците на „Излел е Делю хайдутин". Да уважат церемонията по откриването на звездата на Георги Иванов лично идват Валя Балканска и гайдарят Петър Янев, които изпълняват песента на живо.
5. Лили Иванова, примата на българската поп музика
Примата на българската поп музика Лили Иванова слага златен подпис на петата звезда във Famous Алея на славата на 11 май 2006 г. под аплодисментите на множество почитатели. И до днес тя не слиза от сцената и има реализирани в България и по света над 10 хиляди концерта. Първата ѝ плоча е издадена от румънци през 1963 г., а най-новият ѝ диск – през 2010 г. Освен десетките награди в България, тя има и много международни отличия, сред които са: „Златен ключ“ в Братислава (1966 г.), Първа награда от фестивала във Варшава (1967 г.), Награда за най-добър изпълнител на фестивала в Барселона (1968 г.), „Златна плоча“ за най-много продадени плочи в собствената си държава от MIDEM в Кан, Франция (1969 г.), „Златна плоча“ от „Olimpiada de Musica Pop“ в Атина (1970 г.), Трета награда на фестивала в Рио де Жанейро, Бразилия (1970 г.), Трета награда с песента „Панаири“ в Токио (1973 г.) и т.н. През 1996 г. Лили Иванова е удостоена с голямата награда „Златен Орфей“ за цялостен принос.
6. Васко Василев, детето чудо на цигулката
На 15 август 2006 г. изгрява звездата на „детето чудо на цигулката", както често го нарича световната преса – Васко Василев. Той минава по червения килим, придружен от своята тогавашна любима – Памела Никълсън. Васко Василев започва да свири на 4 години и прославя България едва на 8, когато е изпратен да учи в Централното музикално училище в Москва. Продължава да прави това и в следващите години, като печели трите най-важни конкурса за цигулка в света – Жак Тибо (1997), Карл Флеш (1998) и Паганини (1999). Конкурсът за концертмайстор в британската кралска опера „Ковънт Гардън“ печели през 1994. Като неин солист и артистичен директор, българинът става най-младият концертмайстор в историята на оркестъра на Лондонската опера. Концертира в цял свят, както и преподава в едни от най-престижните музикални университети.
7. 8. и 9. Сестри Малееви – Магдалена, Катерина и Мануела, тенисистки
13 октомври 2006 г. ще се запомни с това, че за първи път във Famous Алея на славата изгряват три звезди едновременно. Те са за звездното българско трио, прославило България по световните тенис кортове – Магдалена, Катерина и Мануела Малееви. За седмата церемония, която се провежда точно една година след началото на инициативата, организаторите са подготвили изненада – групата „The Reading Scottish Pipe Band“, която е в България за пръв път, изпълнява автентична шотландска музика за почести, докато сестрите вървят по червения килим. Сестри Малееви са уникално явление в световния тенис. За кратко и трите едновременно са в първата десетка на световната ранглиста и имат победи над 9 от 14-те тенисистки, които са били номер 1 в световната ранглиста.
10. Вежди Рашидов, световнопризнат скулптор
На десетата звезда във Famous Алея на славата златен подпис слага световнопризнатият скулптор, направил десетки изложби по цял свят и получил многобройни международни награди – Вежди Рашидов. Негови скулптури се намират в националните галерии и музеи в Москва, Кьолн, Париж, в множество частни колекции, включително тази на японския император. Вежди Рашидов е член на Световната асоциация за изкуство към ЮНЕСКО. На церемонията, състояла се на 30 ноември 2006 г., той споделя: „Ако в последните 15 години бяхме залети от звезди – еднодневки, днес за мен е огромно удоволствие да съм редом до звездите на едни от най-значимите хора в държавата. Безкрайно благодаря на хората, които ми отредиха място до тези велики личности. За мен това събитие представлява една от най-сложните селекции в страната. Защото тук са звездите не на еднодневките, а на тези, на които винаги във времето някой ще обърне внимание, най-малкото нашите деца. Аз съм щастлив, че с моя скромен принос се нареждам между тях.".
11. Албена Денкова и Максим Стависки, световни шампиони по фигурно пързаляне
На 19 април 2007 г. за пръв път са изписани две имена върху една звезда – тези на двукратните световни шампиони по фигурно пързаляне Албена Денкова и Максим Стависки. На световното първенство в Калгари през 2006 г. те стават световни шампиони при танцовите двойки и така донасят първия златен медал за България във фигурното пързаляне. На следващата година Албена и Максим повтарят успеха си на световното първенство в Токио. Фигуристите, които са двойка и в живота, се сдобиват със син на 30 януари 2011 г., датата на която е роден и следващият, получил Famous звезда – Димитър Бербатов.
12. Димитър Бербатов, футболист
Дванайсетата звезда във Famous Алея на славата е открита на 8 юни 2007 г. от Димитър Бербатов, който по това време носи слава на България като нападател на Тотнъм. На следващата година той става централен нападател на Манчестър Юнайтед, а трансферът му е най-големият не само в историята на българския футбол, но и на английския гранд. С трансферната сума, дадена за златната деветка, Бербатов влиза в топ 10 на света за най-скъпите играчи. На 28-годишна възраст Бербатов надминава постижението на Христо Бонев от 47 гола за националния отбор на България и съответно се превръща в рекордьор по брой отбелязани голове за отбора. Избиран е седем пъти за Футболист № 1 на България. Той е и българският посланик на добра воля на UNICEF.
13. Теодосий Спасов, музикант
Церемонията по откриването на звездата на Теодосий Спасов се състои на 21 март 2008 г. През 1995 списание „Нюзуик“ го нарежда сред най-талантливите музиканти от Източна Европа, признавайки, че той е създал нов музикален жанр. Става дума за уникалния му стил на свирене, при който Теодосий Спасов съчетава фолклор с джаз, поп и класическа европейска музика. Въпреки стотиците успехи музикалният гений остава скромен, далеч от светския шум и заявява: „Аз се вълнувам и съм пълен с благодарност и любов към тези, които са отделили от времето си за моята особа и са ме поставили в близост до големите българи. За мен е чест да съм тук.".
14. Георги Калоянчев и 15. Стоянка Мутафова, актьори
На 26 март 2009 г., в Международния ден на театъра, свои Famous звезди получават и легендите на българското кино и театър – Георги Калоянчев и Стоянка Мутафова. Те са първите български актьори, които деветчленното жури почита с това отличие.
Житейският и професионален път на Стоянка Мутафова е впечатляващ. Тя е една от най-ерудираните български актриси. След като завършва класическа филология в Софийския университет „Св. Клиемент Охридски" и Държавната театрална школа, получава образование и зад граница – в театралния отдел на Пражката консерватория. Продължава да работи до преклонна възраст и впечатлява няколко поколения българи.
Георги Калоянчев е не само блестящ актьор, той е „актьорозавър" (както го нарича писателят Георги Данаилов) и „артистично чудовище“ (според Младен Киселов). Калата е един от основателите на Сатиричния театър, заедно със Стоянка Мутафова. Има незабравими роли в повече от 50 игрални филма и повече от 50 години на театралната сцена.
16. Веселин Топалов, гросмайстор и световен шампион по шахмат
На 25 май 2009 г. златна звезда получава най-силният български шахматист за всички времена – Веселин Топалов. Той е гросмайстор и световен шампион по шахмат за 2005 – 2006 г., версия ФИДЕ. Звездният му път започва още на 8-годишна възраст, на 12 години вече е майстор на спорта, а на 14 е удостоен със званието международен майстор. През 1993 г. за пръв път попада сред първите 10 в световната ранглиста. Година по; късно на Олимпиадата в Москва побеждава Гари Каспаров и извежда България до 4-то място. Веселин Топалов може да се похвали и с най-голямата награда в своя спорт „Шахматен оскар“, която получава през 2005 г., а през лятото на 2008 година печели най-силния турнир в историята на шаха – 22 категория.
17. Васил Найденов, музикален изпълнител
Васил Найденов се подписва на своята звезда на 15 юли 2009 г. Плакетът му връчва музикантът и член на Famous журито Константин Марков, който споделя: „С Васил сме приятели от много години, дори имахме общо турне в Канада. Той заслужава наградата, защото тя е признание за цялостния му принос към музикалната култура!“ Не просто изпълнител, а артист и творец в пълния смисъл на тези думи, Васил Найденов композира, пише текстове за песни и ги изпълнява по неповторим начин повече от 40 години.
18. Стефка Костадинова, световен рекордьор на висок скок
На 14 септември 2009 г. журито присъжда звезда на Стефка Костадинова. Повече от 20 години никой не може да подобри световния ѝ рекорд във високия скок от 209 см. В короната си на лекоатлетическа кралица Стефка Костадинова има още няколко безценни спортни титли – световна, европейска и олимпийска, и е Спортист на България 4 пъти. През 1997 г. тя се отказва официално от състезателната си кариера, но животът ѝ остава тясно свързан със спорта, след като е избрана за заместник-председател на Държавната агенция за младежта и спорта, а през 2005 година и за председател на Българския олимпийски комитет.
19. Астор, маг
Антраник Шаварш Арабаджиян, известен като мага Астор, минава по червения килим във Famous Алея на славата на 14 юли 2010 г. Астор е единственият българин, отличен с наградата „Оскар“ за магическо изкуство и един от малкото илюзионисти, които владеят всички жанрове в магията. Той е определян като магът с уникален стил, а името му стои до тези на великите Зигфрид и Рой и Дейвид Копърфийлд. Зад гърба си има над 16 хил. представления в целия свят.
20. Елица Тодорова и Стоян Янкулов, музиканти
На 10 декември 2010 г. заблестява двайсетата звезда Famous Алея на славата с две имена върху нея – тези на Елица Тодорова и Стоян Янкулов. Елица Тодорова е най-младата и обичана българска певица и барабанистка, наричана съвременният посланик на българския ритъм и фолклор пред света. Концертирала е в над 53 държави по целия свят. Пяла с „Ансамбъл Варна“ и с „Космически гласове от България“, за нея барабаните са вселена, изпълнена с много стихии, но казва, че най-великият инструмент от всички си остава човешкият глас. Уникалният ѝ талант е забелязан от екипи на Ройтерс, CNN, ООН, UNESKO, „Дойче веле“. Стоян Янкулов завършва Държавната музикална академия и е приет в Биг бенда на Българското национално радио. Свири с рок и джаз групи, с фолклорни ансамбли и с едни от най-известните родни и чужди джаз, поп и етно изпълнители.
Пътищата на Елица и Стоян се преплитат през 2003 година в Торонто. Със своята музика, съчетаваща автентичен фолклор и модерно звучене, те са едни от най-добрите посланици на България по света и доказателство за това е петото място на конкурса Евровизия през 2007 година с песента „Вода“. Тодорова презентира българското културно наследство на най-високо ниво пред президентите на България, Русия, Гърция, Армения, Унгария, пред Негова Светлост Принц Алберт, Кралят и кралицата на Швеция, Папа Йоан Павел II, Коиджиро Мацура – UNESKO в централата във Франция, Централата на ООН в Америка, министрите на ОССЕ. На 24 май 2011 тя представя България в ООН, Ню Йорк на специална среща като солист от България в концерта „Солисти на славянските народи“. На 26 май 2011 представя песента „Тебе поем“, посветена на световния мир на 7-ата международна среща на медиите в Холандия в катедралата Грьотекерк.
На 2 юли 2011 Елица Тодорова повежда уникално българско хоро с 1100 българи в национални носии на Олимпийския стадион в Берлин, Германия. CNN и RTL излъчват ексклузивни материали за представянето на България на стадиона, а bTV представя филм за Елица и уникалното българско хоро, което остава в историята на България.
21. Станка Златева, златното момиче на българската борба
На 12 май 2011 г. „златното момиче“ на българската борба получава златна звезда във Famous Алея на славата. От стъпването си на професионалния тепих на 14-годишна възраст минават 9 години, за да може на 23 Станка Златева да стане първата българка – световна шампионка по борба. Тя е номер едно в света по борба за 2006, 2007, 2008 и 2010 година, петкратна европейска шампионка и вицешампионка на Олимпиадата в Пекин през 2008 година. Два пъти е отличена и с приза Спортист номер 1 на България – през 2007 и 2010 година.
22. Група „Сигнал“, българска музикална група
22-рата звезда на Famous Алея на славата е първата, която носи името не на личност, а на група – легендарната музикална група „Сигнал“. Йордан Караджов, Александър Мариновски, Владимир Захариев и Георги Янакиев слагат златните си подписи на 28 юни 2011 г. Номинацията им е издигната след публично гласуване на фен страницата The Famous Grouse Scotch Whisky in Bulgaria във Facebook. За първи път организаторите се допитват до всички желаещи да посочат достойни българи, които да бъдат почетени със своя звезда.
„Сигнал“ са на сцената повече от 33 години и за това време имат над 6000 концерта и 500 000 продадени плочи. Те са първата българска рок група с официално концертно турне в Италия, през лятото на 1989 г., а след политическите промените в края на същата година, музикантите свирят много зад граница, включително и в прочутата зала „Астория“ в Лондон.
23. Йордан Йовчев, най-успелият български гимнастик за всички времена
На 20 октомври 2011 г. най-успелият български гимнастик за всички времена – Йордан Йовчев получава своя звезда във Famous Алея на славата. Номинацията му е издигната след публично гласуване на фен страницата на Famous Grouse Scotch Whisky in Bulgaria във Facebook. Той е сред Топ 10 на българските спортисти за всички времена. Два пъти е двоен световен шампион на земя и халки на първенствата на планетата в Гент (2001 г.) и Анахайм (2003 г.) и двоен световен вицешампион в Дебрецен през 2002 г. Йовчев е и единственият представител на този изключително красив, изтощителен и труден спорт, който участва на цели шест поредни Олимпиади. На Олимпийските игри в Сидни през 2000 г. извоюва два бронзови медала – на халки и на земя, а на тези в Атина през 2004 г. печели сребро на халки и бронз на земя.
24. Мария Гроздева, най-точната жена на България
На 10 май 2012 г. в 11:00 ч. по червения килим на Famous Алея на славата, минава най-успялата българка в историята на Олимпийските игри – Мария Гроздева. „Най-точната жена на България“ има два златни медала от Олимпийските игри в Сидни и Атина, три бронзови, девет европейски и още десетки отличия от световни купи. Мария Гроздева започва да се занимава със стрелба на 11-годишна възраст и на 14 години вече е „Майстор на спорта“. Прославената шампионка е майка на три деца. Съпругът ѝ Валери Григоров, който е и неин личен треньор, я подкрепя и насърчава да се занимава с призванието на живота ѝ – стрелбата.
25. Цирк Балкански – циркова трупа
На 26 април 2013, в 12:00 ч. на Famous Алея на славата изгрява звездата, посветена на най-известната българска фамилия циркови артисти – Балкански, прославили България по световните манежи. Александър Балкански-старши и двамата му синове – Николай и Александър слагат златен подпис на двадесет и петата Famous звезда в Алеята на известните българи. Номинацията за тяхната звезда е издигната след публично гласуване от фенове на The Famous Grouse Bulgaria във Facebook.
Трупата „Балкански“ е създадена през 1980 г. в София от Александър Балкански. Фамилията, в която всички наследници са последователи на великото цирково изкуство, безспорно е най-известната българска трупа по света. Гастролирали са на сцените на циркове в Германия, САЩ, Швейцария, Италия и много други държави. Лауреати са на множество международни награди, сред които и една от най-престижните – „Сребърен клоун“ от цирковия фестивал в Монте Карло. Цирк „Балкански“ влиза в „Книгата за рекорди на Гинес“ с два акробатични номера – тройно салто на кварта и двойно салто с 2 пируета на кварта, както и с тройно салто на четворна колона. През 1982 г. Николай Балкански е вписан в книгата с рекорди с двойно салто на 1 и на 2 кокили.

## Устав
Устав на Българската алея на славата или още известна като Famous Алея на славата:
- Чл. 4. Famous Алея на славата е създадена, за да отдава заслуженото внимание на всички Famous българи с неоспорим принос в развитието и прославата на България.

Членство. Права и задължения
- Чл. 5. Почетен член на Famous Алея на славата е всеки, удостоен със златна звезда във Famous Алея на славата.
- Чл. 6. Част от Famous Алея на славата може да бъде всеки пълнолетен гражданин, допринесъл или направил нашата страна, култура и мислене световноизвестни и признати.

Жури и неговата роля
- Чл. 7. Висш орган на Famous Алея на славата е нейното Famous жури, съставено от изявени българи в различни области.
- Чл. 8. Famous журито се ръководи от идеите и примера на шотландската Famous традиция и безпристрастно номинира българи, достойни да се нарекат Famous.